# Super Goofy
Super Goofy a Disney szuperhőse, aki a várost (változó a neve, Kacsaháza, Egérfalva stb.) védi. Superman-paródia.
Super Goofy egy piros, régi pizsamához hasonló ruhát visel SG-vel a közepén, kék köpennyel kiegészítve. Erejét mogyoróból szedi, háza körül nagy mogyoróbokrok találhatóak. Sapkája alatt is rengeteg mogyorót rejteget, ha a mogyoró hatása elmúlik, lezuhan és megeszik egy másikat. Superman erejével megegyező hatalma van (pl. tud repülni, átlát mindenen, szuper erő stb.) Super Goofy az első képregényében Fekete Fantommal csatázott, 2000-re már több ellenfele is volt.
1965-ben szerepelt első képregényében, The Phantom Blot Meets Super Goofy címmel. maga Goofy már 1932-ben létezett Mickey egér barátjaként.